# John Hales (politiker)
John Hales, född 1516, död 1572 (eller 1571), var en engelsk författare och politiker. 